# Nathalie Bassire
Pour les articles homonymes, voir Bassire.
Nathalie Bassire, née le 22 janvier 1968 à Saint-Pierre (La Réunion), est une femme politique française.
Membre de l'UMP puis des Républicains (LR) jusqu'en 2022, aujourd'hui présidente de Réunion libre (REULI), elle est élue députée dans la 3e circonscription de La Réunion lors des élections législatives de 2017, puis est réélue en 2022.

## Biographie
Elle est conseillère générale de La Réunion de 2008 à 2015, alors élue dans le canton du Tampon-1, puis conseillère régionale de 2015 à 2021. 
Au second tour des élections législatives de 2017, elle est élue députée dans la troisième circonscription de La Réunion sous l'étiquette Les Républicains. À l’Assemblée nationale, elle s’apparente au groupe LR. Lors de l'examen du projet de loi ouvrant la PMA aux couples de femmes et aux femmes seules, elle co-signe plusieurs amendements d'Agnès Thill s'y opposant.
Aux élections municipales de 2020 au Tampon, elle se maintient au second tour et fusionne sa liste avec celle de la candidate Monique Bénard. Elles obtiennent avec la liste « Ensemble » 34,36 % des suffrages exprimés face au maire sortant, André Thien Ah Koon. Son fils Patrice Thien Ah Koon porte plainte contre elle pour atteinte à l’honneur et à la considération en raison de déclarations ayant été faites dans le cadre du débat d'entre-deux-tours ainsi que pour un tract diffusé pendant la campagne des élections municipales. En avril 2021, elle est condamnée par le tribunal correctionnel de Saint-Pierre pour ses propos tenus à la télévision, mais fait appel de la décision. 
Le 2 juin 2022, elle est cette fois-ci relaxée par le tribunal correctionnel dans l'affaire de diffamation dans les tracts pour cause de prescription. Cependant, le 22 décembre suivant, la cour d'appel infirme le jugement de première instance en considérant que Nathalie Bassire a commis « une faute civile » et la condamne à verser 3 000 euros au titre des dommages et intérêts auprès du plaignant.
En 2022, elle est nommée oratrice régionale pour les outre-mer de la campagne présidentielle de la candidate des Républicains Valérie Pécresse. Au lendemain du premier tour, elle crée un parti politique baptisé Réunion libre (REULI).
Candidate à sa réélection lors des élections législatives de 2022, elle est réélue au second tour avec 51,87 % des suffrages exprimés. Le 28 juin 2022, elle est candidate à la présidence de l'Assemblée nationale pour le groupe Libertés, indépendants, outre-mer et territoires et recueille 16 voix.
Alors que son mandat est écourté le 9 juin 2024 en raison d'une dissolution parlementaire décidée par Emmanuel Macron, elle se représente aux élections législatives anticipées dans la troisième circonscription de La Réunion. Elle est éliminée dès le premier tour, arrivant en troisième position avec 22,96 % des voix derrière les candidats investis par le RN et le NFP.

## Résultats électoraux

### Élections législatives
| Année | Parti | Parti | Circonscription  | 1er tour | 1er tour | 1er tour | 2d tour | 2d tour | 2d tour | Issue |
| Année | Parti | Parti | Circonscription  | Voix     | %        | Rang     | Voix    | %       | Rang    | Issue |
| ----- | ----- | ----- | ---------------- | -------- | -------- | -------- | ------- | ------- | ------- | ----- |
| 2017  |       | LR    | 3e de La Réunion | 8 915    | 28,28    | 1re      | 19 652  | 56,44   | 1re     | Élue  |
| 2022  |       | DVD   | 3e de La Réunion | 4 904    | 16,74    | 2e       | 15 186  | 51,87   | 1re     | Élue  |
| 2024  | 9 718 | DVD   | 3e de La Réunion | 22,96    | 3e       |          |         |         | Battue  |       |

### Élections cantonales
| Année | Parti | Parti | Canton             | 1er tour | 1er tour | 1er tour | Issue |
| Année | Parti | Parti | Canton             | Voix     | %        | Rang     | Issue |
| ----- | ----- | ----- | ------------------ | -------- | -------- | -------- | ----- |
| 2008  |       | DVD   | Canton du Tampon-1 | 4 920    | 54,11    | 1re      | Élue  |

### Élections municipales
Les résultats ci-dessous concernent uniquement les élections où elle est tête de liste.
| Année | Parti | Parti | Commune   | 1er tour | 1er tour | 1er tour | 2d tour | 2d tour | 2d tour | Sièges obtenus |
| Année | Parti | Parti | Commune   | Voix     | %        | Rang     | Voix    | %       | Rang    | Sièges obtenus |
| ----- | ----- | ----- | --------- | -------- | -------- | -------- | ------- | ------- | ------- | -------------- |
| 2014  |       | UD    | Le Tampon | 6 474    | 17,46    | 3e       | Retrait | Retrait | Retrait | 0 / 49         |
| 2020  |       | LR    | Le Tampon | 5 533    | 19,03    | 2e       | 10 738  | 34,35   | 2e      | 8 / 49         |